# Mario Party 8
Mario Party 8 är titeln på ett Nintendo/Hudson Soft-spel till Wii. Det var det första Mario Party-spelet som släpptes till Wii. 

## Problem och kontroverser
Spelet släpptes den 22 juni 2007 i Europa, förutom i Storbritannien. Nintendo meddelade den 19 juni 2007 att spelet skulle bli fördröjt till den 13 juli 2007 i Storbritannien, på grund av "produktionsproblem".

## Spelfigurer
- Mario
- Luigi
- Princess Peach
- Yoshi
- Wario
- Toad
- Princess Daisy
- Waluigi
- Boo
- Toadette
- Birdo
- Dry Bones
- Hammer Bro
- Blooper
- Mii

## Spelbrädena
- DK's Treetop Temple
- Goomba Booty Boardwalk
- King Boo's Haunted Hideaway
- Shy Guy's Perplex Express
- Koopa's Tycoon Town
- Bowser's Warped Orbit (fås när alla Stjärnkampsarenor är avklarade)

## Minispel
4 Spelare
- Alpine Assault
- At the Chomp Wash
- Crank to Rank
- Flip the Chimp
- In the Nick of Time
- Kartastrophe
- Lava or Leave em'
- Mario Matrix
- Mosh Pit Playroom
- Punch-a-Bunch
- Rudder Madness
- Scooter Pursuit
- Shake it Up
- Sick and Twisted
- Swing Kings
- Treacherous Tightrope
- Water Ski Spree

1 mot 3 Spelare
- Bob-ombs Away
- Chump Rode
- Grabbin' Gold
- Gun the Runner
- Picture Perfect
- Power Trip
- Snow Way Out
- Swervin' Skies
- Thrash 'n' Crash

2 mot 2 Spelare
- Boo-ting Gallery
- Bumper Balloons
- Crop 'n' Robbers
- Grabby Gridiron
- King of the Thrill
- Lean Mean Ravine

När spelet sedan släpptes, på utsatt dag, drogs det emellertid tillbaka igen. Den officiella anledningen, som Nintendo gav, var att det var ett "tillverkningsfel på spelen".
Den inofficiella anledningen, som de återförsäljare som fick in spelen i förtid, gav var att spelen innehöll ordet spastic, som i sig är ett skällsord i Storbritannien. Ordet har olika betydelser i Storbritannien och USA.